# TFB2M
TFB2M (англ. Transcription factor B2, mitochondrial) – білок, який кодується однойменним геном, розташованим у людей на короткому плечі 1-ї хромосоми.  Довжина поліпептидного ланцюга білка становить 396 амінокислот, а молекулярна маса — 45 349.
| 10         |  | 20         |  | 30         |  | 40         |  | 50         |
| ---------- |  | ---------- |  | ---------- |  | ---------- |  | ---------- |
| MWIPVVGLPR |  | RLRLSALAGA |  | GRFCILGSEA |  | ATRKHLPARN |  | HCGLSDSSPQ |
| LWPEPDFRNP |  | PRKASKASLD |  | FKRYVTDRRL |  | AETLAQIYLG |  | KPSRPPHLLL |
| ECNPGPGILT |  | QALLEAGAKV |  | VALESDKTFI |  | PHLESLGKNL |  | DGKLRVIHCD |
| FFKLDPRSGG |  | VIKPPAMSSR |  | GLFKNLGIEA |  | VPWTADIPLK |  | VVGMFPSRGE |
| KRALWKLAYD |  | LYSCTSIYKF |  | GRIEVNMFIG |  | EKEFQKLMAD |  | PGNPDLYHVL |
| SVIWQLACEI |  | KVLHMEPWSS |  | FDIYTRKGPL |  | ENPKRRELLD |  | QLQQKLYLIQ |
| MIPRQNLFTK |  | NLTPMNYNIF |  | FHLLKHCFGR |  | RSATVIDHLR |  | SLTPLDARDI |
| LMQIGKQEDE |  | KVVNMHPQDF |  | KTLFETIERS |  | KDCAYKWLYD |  | ETLEDR     |

A: Аланін

C: Цистеїн

D: Аспарагінова кислота

E: Глутамінова кислота

F: Фенілаланін

G: Гліцин

H: Гістидин

I: Ізолейцин

K: Лізин

L: Лейцин

M: Метіонін

N: Аспарагін

P: Пролін

Q: Глутамін

R: Аргінін

S: Серин

T: Треонін

V: Валін

W: Триптофан

Кодований геном білок за функціями належить до трансфераз, метилтрансфераз. 
Задіяний у таких біологічних процесах як транскрипція, регуляція транскрипції, процесинг рРНК, поліморфізм. 
Білок має сайт для зв'язування з РНК, s-аденозил-l-метіоніном. 
Локалізований у мітохондрії.